# Иванов, Василий Иванович (секретарь обкома)
Василий Иванович Иванов (25 декабря 1903 (6 января 1904), Тверская губерния — 7 декабря 1957, Москва) — советский хозяйственный, государственный и политический деятель, секретарь Калининского обкома ВКП(б).

## Биография
Родился в деревне Новинка близ карельского села Толмачи, в крестьянской семье карела и русской.
С 1923 работал в народном доме, избе-читальне, сельском Совете (д. Новинки Тверской губернии). С 1925 секретарь Тверского волостного комитета РЛКСМ. В 1925—1927 служил в РККА, где в 1927 вступил в ВКП(б). В 1927—1929 работал в Тверском уездном городском комитете ВЛКСМ. В 1929 был сотрудником газеты «Тверская деревня», где вёл раздел «Карельский уголок» — собирал и публиковал материалы по карельской тематике.
В 1929—1930 инструктор агитационно-пропагандистского отдела Тверского окружного комитета ВКП(б). В 1930 заведующий Тверским окружным Домом партийного просвещения. В 1930—1931 редактор газеты «Колхозная стройка» (д. Рамешки Тверского округа Московской области).
В 1931—1932 годах прошёл обучение в Коммунистическом университете национальных меньшинств Запада. С мая 1931 по март 1933 был редактором лихославльской газеты Kolhozojn Puoleh («За колхозы»). В апреле 1933 года газету ликвидировали, а Иванова перевели на должность заведующего орготделом Калининского облисполкома. С 1935 заведующий отделом культуры и пропаганды Калининского областного комитета ВКП(б). С июля 1937 1-й секретарь Осташковского районного комитета ВКП(б) Калининской области.
На основании решения Политбюро, 9 июля 1937 Президиум ВЦИК принял постановление, которым предусматривалось образовать в Калининской области Карельский национальный округ с центром в городе Лихославль. Для выполнения поставленной задачи на заседании бюро Калининского обкома ВКП(б) 10 июля 1937 было утверждено оргбюро по Карельскому округу. Первым секретарём оргбюро стал Василий Иванов.
В августе 1937 года первый секретарь Калининского обкома ВКП(б) Пётр Рабов предложил Алексею Белякову, бывшему начальнику Иванова по работе в газете, составить к следующему дню новый карельский алфавит на основе русской азбуки и написать докладную записку Сталину от имени обкома о переводе карельской письменности на русский алфавит. Беляков один, в течение суток, составил карельский алфавит, включив в него весь русский алфавит, и добавил три буквы «А», «О», «У» с умляутом. На следующее утро он принёс в обком партии придуманный алфавит и докладную записку. Рабов создал рабочую комиссию в составе Белякова, Иванова и редактора газеты «Пролетарская Правда» Восканьяна. Иванов предложил заменить букву «Й» на «I», исключить мягкий знак, а в буквах «А», «О», «У» наверху вместо двух точек писать черточку. Вечером того же дня Рабов направился в Москву с исправленным проектом алфавита и докладной запиской. В скором времени появилось постановление Президиума ВЦИК СССР от 8 сентября 1937 года о переводе карельской письменности на кириллицу.
11 сентября 1937 Иванов стал третьим, а сдежующем году — вторым секретарём Калининского обкома ВКП(б). Избирался депутатом Верховного Совета СССР 1-го созыва.
9 июля 1938 арестован по делу «Карельской буржуазно-националистической, шпионско-повстанческой организации», «созданной по заданию финской разведки». Иванов обвинялся в руководстве этой организацией.
«По значению на первом месте стоит дело, созданной по заданию финской разведки Гюллинга и Ровио. Общее руководство организацией осуществлялось Ивановым В. И. — бывшим 2-м секретарем Калининского обкома ВКП (б). Цели и задачи организации — создание „Великой Финляндии“, отторжение от Советского Союза Карелии, части Ленинградской и Калининской областей и присоединение их к Финляндии».
11 ноября 1939 оправдан и освобождён. После освобождения работал в леспромхозе в Калининской области. В 1942—1949 — управляющий трестом «Калининлес». В 1949—1955 заместитель министра лесной промышленности РСФСР. С 1957 — на пенсии. Умер в 1957 году в Москве.
Его сын, Анатолий Васильевич Иванов (1928—2009), после окончания МЭИ и специальных курсов КГБ, стал сотрудником научно-технической разведки, закончив службу в 1990 году заместителем начальника управления «Т».